# Scheveningen
Scheveningen er en af de otte bydele i Haag, Nederlandene. 
Scheveningen er beliggende ud til Den Engelske Kanal, har egen havn og desuden en sandstrand, pier samt en esplanade. 
Navnet Sceveninghe, som det stavedes dengang, kendes første gang fra 1280. De første indbyggere på stedet menes at have været angelsaksiske, dog hævder nogle historikere at de var skandinaver. Fiskeri var hovederhvervet. En voldsom storm ødelagde i 1470 byens kirke og en stor dele af husene. Igen i 1570, 1775, 1825, 1860, 1881 og 1894 ramtes man af storme, og efter den sidste valgte man at opføre en havn, der blev indviet i 1904. 
Den 31. juli 1653, tørnede den engelske flåde sammen med den nederlandske i slaget ved Scheveningen, der fandt sted ud for kysten.